# 1942 في المغرب
تحتوي هذه المقالة على أهم الأحداث التي شهدتها المغرب في 1942، إضافة إلى أهم الشخصيات المغربية المولودة والمتوفية في هذه السنة.

## الحكم
- السلطان: محمد الخامس
- الحكم للإدارة الفرنسية في المغرب الحماية الفرنسية على المغرب 1912 - 1956.

- منطقة شمال المغرب وقتها كانت تحت حكم إسبانيا.
- المغرب الحالي وقتها كان سلطنة وليس مملكةـ كان يحكمها سلطان وليس ملك. وكان البلد يُسمى بلاد مراكش وليس المغرب.

## الأحـداث
- 1942 - قام عدد كبير من المغاربة بالاستجابة لدعوة الملك محمد الخامس للانخراط في تحرير فرنسا من الغزو النازي، وناهز عدد المغاربة الذين انضموا للجيش الفرنسي خلال الفترة الممتدة ما بين 1942 ونهاية الحرب العالمية الثانية في 1945، قرابة 85 ألف محارب.[1]
- 8 نوفمبر 1942 – 16 نوفمبر 1942 = معركة الدار البيضاء البحرية.
- 8 نوفمبر 1942 - الإنزال الأمريكي بالمغرب، خلال الحرب العالمية الثانية.[2][3]

## مواليد
- 14 يوليو - مصطفى الداسوكين، مُمثل وكوميدي مغربي.

## الـمراجع
1. ↑  تحرير فرنسا من النازية شارك فيه أيضا جنود مغاربة وأفارقة نسخة محفوظة 30 مايو 2022 على موقع واي باك مشين.
2. ↑  مجلة ليكسوس - الإنزال الأمريكي بالمغرب – نونبر 1942م. نسخة محفوظة 30 مايو 2022 على موقع واي باك مشين.
3. ↑  هكذا أخمدت أميركا حربا عالمية من المغرب الكبير نسخة محفوظة 30 مايو 2022 على موقع واي باك مشين.

## وصلات خارجية
- ا